# Olga Bogdánova
Olga Mijaílovna Bogdánova (Sculeni, URSS;  7 de agosto de 1951) es una actriz de teatro y cine soviética y rusa, actriz del Teatro Académico Central del Ejército Ruso. Artista del Pueblo de Rusia (1998).

## Biografía
Olga Bogdánova nació 7 de agosto de 1951 en la localidad de Sculeni. Se graduó de la escuela con una medalla de oro, luego con un diploma rojo: la Escuela de Teatro de Arte de Moscú (taller de P.V. Massalsky y A.K. Tarasova ), después de lo cual fue aceptada en el Teatro Sovremennik, donde sirvió durante un año. Desde 1973, en la compañía del Teatro Central del Ejército Soviético (Ruso), donde trabaja hasta el día de hoy.
Mientras estudiaba en su primer año, protagonizó la película Las doce sillas con Leonid Gaidai en el papel episódico de una niña en una subasta, que fue interpretada por otra actriz.
La actriz principal del teatro se fue de gira en muchos puntos calientes: en Afganistán, Chechenia, tres veces, en Chernóbil.
Actúa en películas, series de televisión, participa en programas de televisión.

## Vida personal
El primer matrimonio con el actor compañero de clase Valery Chemodanov (nacido en 1945) duró 7 años. El segundo matrimonio con el actor Alexander Mijailushin (1943-2010) duró 22 años y se rompió debido a su traición. El tercer cónyuge es Vitaly Bigeev (nacido en 1972), productor. Casado desde hace más de 20 años. Sin hijos.

## Premios y títulos
- Orden de la Amistad (2011)[2]
- Orden de Honor (1991)
- Medalla por el fortalecimiento de la Commonwealth de combate (Ministerio de Defensa de Rusia, 2000)
- Medalla por el Valor Laboral (Ministerio de Defensa de Rusia, 2001)
- Medalla 200 Años del Ministerio de Defensa (2002)
- Medalla por el Retorno de Crimea (2014)[3]
- Artista de Honor de la RSFSR (12 de julio de 1988)
- Artista del Pueblo de la Federación Rusa (24 de abril de 1998)